# Monument De Wacht

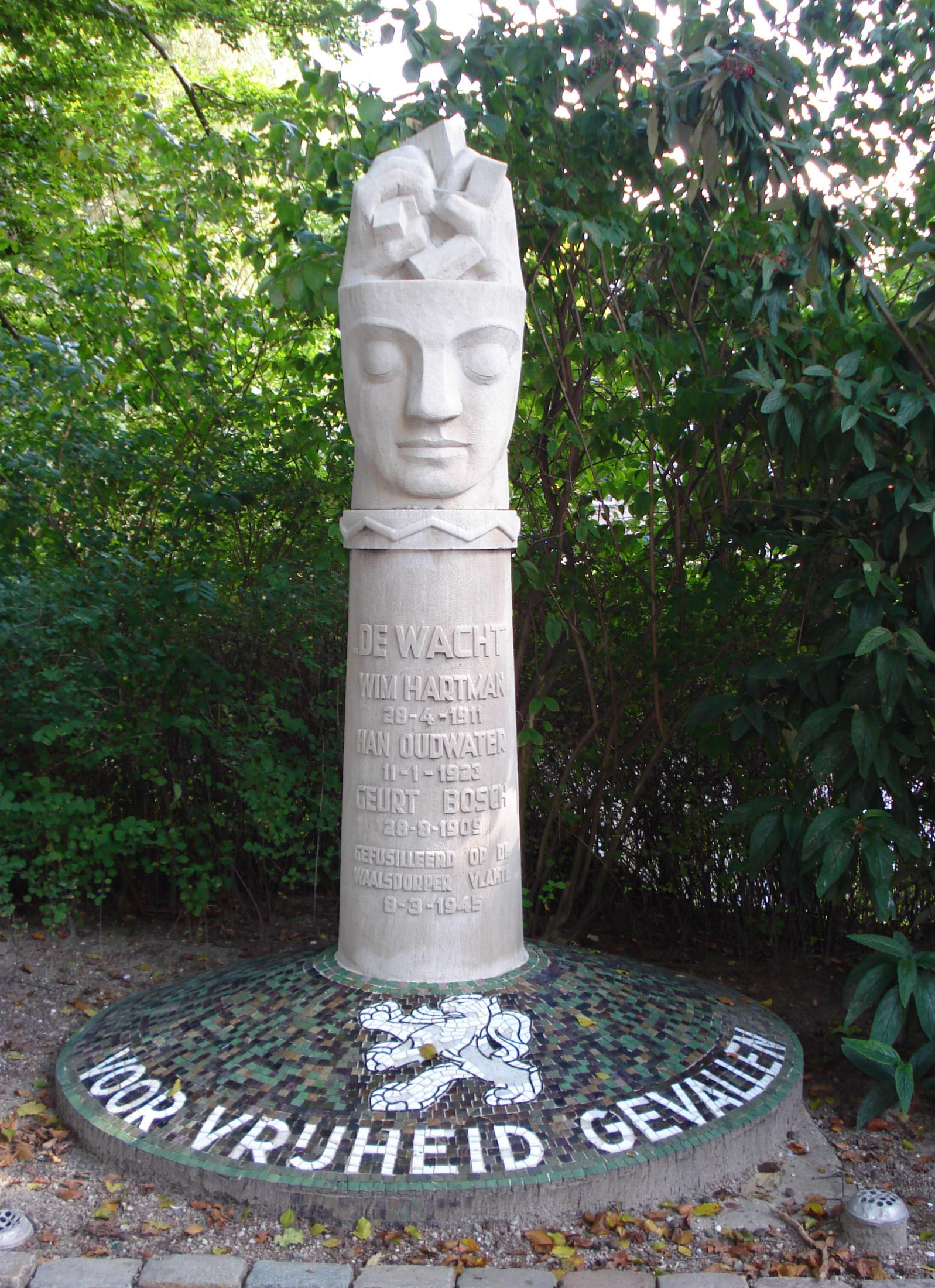
Monument "De Wacht", Rotterdam

Monument De Wacht is een oorlogsmonument op de Algemene Begraafplaats Crooswijk in Rotterdam ter herdenking van drie medewerkers van het ondergrondse verzetsblad De Wacht. Deze medewerkers Wim Hartman, Han Oudwater en Geurt Bosch werden door de Duitse bezetter op 8 maart 1945 op de Waalsdorpervlakte gefusilleerd als represaille voor de aanslag op Rauter. Het tijdschrift verscheen in principe dagelijks van augustus 1943 en 15 mei 1945.
Het monument werd op 4 januari 1946 onthuld door burgemeester Oud en bestaat uit een zuil waarin een gezicht is uitgebeiteld, waarboven twee handen een hakenkruis vermorzelen. Op de sokkel staat de tekst: 'Voor vrijheid gevallen'. Het werd gemaakt door Louis van Roode.